# 사우역
사우역(Sau Station, 沙隅驛)은 경기도 김포시에 위치한 김포 도시철도의 전철역이다.

## 역사
- 2016년 6월 20일: 김포시청역(金浦市廳驛)으로 역명 확정[1]
- 2018년 8월 3일: 사우(김포시청)역으로 역명 변경[2]
- 2019년 9월 28일 : 김포 도시철도 개통과 함께 영업 개시

## 역 구조
2면 2선 상대식 승강장이며, 승강장에 스크린도어가 설치되었다.
| 걸포북변 ↑ |
| \| 상      |
| ↓ 풍무     |

| 상행 | ● 김포 도시철도 | 양촌 방면     |
| 하행 | ● 김포 도시철도 | 김포공항 방면 |

## 역 주변
- 김포종합운동장
- 김포시청
- 김포시의회
- 김포과학기술고등학교
- 금파초등학교
- 금파중학교
- 사우초등학교
- 사우고등학교
- 김포시보건소
- 김포종합운동장
- 사우동행정복지센터
- 김포시노인종합복지관
- 김포보건소
- 김포시청소년육성재단

## 인접한 역
| 김포 도시철도           | 김포 도시철도   | 김포 도시철도           |
| ----------------------- | --------------- | ----------------------- |
| G105 걸포북변 양촌 방면 | ● 김포 도시철도 | G107 풍무 김포공항 방면 |